# Шпортплац Блюменау
Шпортплац Блюменау (нім. Sportplatz Blumenau) — багатоцільовий стадіон в комуні Трізен, Ліхтенштейн, домашня арена ФК «Трізен».
Разом з критою ареною «Sportanlage Blumenau» утворює комунальний спортивний комплекс.
Спортзал побудований у 1971 році та оновлений у 2009—2010 роках. Стадіон реконструйований у 2012 році.